# Тойво Антікайнен
То́йво Антіка́йнен (фін. Toivo Antikainen; 8 червня 1898 — 4 жовтня 1941)  — один з організаторів і керівників Компартії Фінляндії, активний учасник антиурядового заколоту в Фінляндії (1918). 

## Життєпис
Антікайнен брав участь у фінляндській громад. війні 1918 р. і створенні фінських загонів Червоної Армії.
У січні 1922 під час Визвольного походу Карельської армії на схід Карелії на чолі комуністич. загонів проводив диверсійні акції у тилах карелів. За успішні терористичні операції нагороджений бойовим орденом Червоного Прапора.
З 1923 р. — член ЦК, а з 1925 р. — член Політбюро Компартії Фінляндії.
З 1924 у підпіллі керував діяльністю забороненої Компартії Фінляндії. Після арешту 6 листопада 1934 на суді відстоював ідеї комунізму, виправдовуючи ними свої злочини. Засуджений фінським судом на довічну каторгу.
Проте 3 травня 1940, по закінченні Зимової війни, звільнений під тиском Сталіна. Виїхав до СРСР. У червні 1940 його швидко обирають депутатом Верховної Ради СРСР. 4 жовтня 1941 загинув у авіакатастрофі у м. Архангельськ, на півночі Європи (РФ, Вепсляндія).

## Визнання в СРСР
Іменем Антикайнена названо вулицю в м. Петроскої (Петрозаводськ), а 1937 року в СРСР знято фільм «За Радянську Батьківщину», в якому героїзовано його образ (в ролі Антікайнена — Алєг Жаков).
У складі Чорноморського морського пароплавства України було судно «Тойво Антікайнен». Про судно є згадка в газеті «Дзеркало тижня»: «Тойво Антікайнен» агонізував 1996-1997 роках, коли ЧМП особливо ударно перевиконало план зі здавання металобрухту.